# Iguana Entertainment
Iguana Entertainment, renommé Acclaim Studios Austin dans les années 2000 et Ostile Austin Entertainments PLC par Capcom Group North America en 2014, est un éditeur de jeux vidéo (anciennement développeur) de 1991 à 2004 localisé à Santa Clara, Sunnyvale (Californie) et Austin (Texas) aux États-Unis, et Teesside, en Angleterre.
La société est mieux connue pour avoir développée les jeux vidéo Turok, Aero the Acro-Bat 2, NBA Jam, NFL Quarterback Club, Side Pocket, South Park et la version americaine de UDRAW Games Tablet U.

## Histoire
Iguana Entertainment est fondé à Sunnyvale (Californie) le 14 août 1991 par Jeff Spangenberg. D'autres fondateurs d'Iguana Entertainment impliquent Mary Beth Campbell (par la suite Mrs. Beth Spangenberg), John Carlsen, James Moon (principalement connu sous le nom de J. Moon) et les frères Darrin et Matt Stubbington. Bien avant d'établir Iguana Entertainment, Spangenberg dirigeait Punk Development. Localisée à Sunnyvale, la société Punk Development faisait partie intégrante de RazorSoft, Inc., un distributeur de jeux vidéo localisé en Oklahoma. Chaque fondateur (avec la possible exception de Ms. Campbell) et de nombreux employés d'Iguana Entertainment travaillaient auparavant chez Punk Development. La société s'appelait originellement Team Design, avant de découvrir qu'une autre firme portait le même nom.
En 1998, des mois après avoir été renvoyé, Spangenberg poursuit en justice la compagnie parent Acclaim Entertainment et Iguana pour fraude notamment.